# Eugnosta falarica
Eugnosta falarica es una especie de polilla de la tribu Cochylini, familia Tortricidae.
Fue descrita científicamente por Razowski en 1970.

## Distribución
Se encuentra en Mongolia.